# Kreking
Kreking ali razbijanje je postopek, s katerim kompleksne organske molekule ali dolgoverižni ogljikovodiki, z razcepitvijo vezi ogljik-ogljik na kompleksne molekule razpadejo na enostavnejše molekule z manj atomi ogljika. Krekiranje ogljikovodikov je razgradnja velikih alkanskih molekul na manjše, bolj uporabne alkene in alkine. Preprosto povedano, gre za proces razgradnje dolgih ogljikovodikovih verig na kratke. Tak postopek zahteva visoke tlake in temperature. Zato se uporablja, kadar želimo pridobiti lažje, vrednejše izdelke iz težkih, manj vrednih izdelkov z uporabo visokih temperatur, tlakov in katalizatorjev, z ali brez dodatka vodika.
Širši izraz kreking se nanaša na vse procese cepitve molekul pri visoki temperaturi v prisotnosti katalizatorjev in topil, kot je npr. destruktivni procesi destilacije in pirolize.
Postopek krekinga je našel široko uporabo pri rafiniranju nafte in se uporablja za pridobivanje bencina iz dizelskega goriva in lažjih derivatov iz ostankov destilacije.
Kreking je proces, v katerem se večje molekule cepijo v manjše molekule. Alkani se cepijo pri povišani temperaturi ali s pomočjo katalizatorja. Termični kreking poteka po homolitskem mehanizmu s tvorbo prostih radikalov. Katalitski kreking poteka v prisotnosti kislih katalizatorjev (sintetični amorfni alumosilikati ali zeoliti), ki pospešujejo heterolitsko (asimetrično) cepljenje vezi C-C. S cepljenjem nastanejo ioni z nasprotnimi naboji, običajno karbokationi in zelo nestabilni hidridni anioni (H-). Prosti radikali in karbokationi so zelo nestabilni, zato pride do prerazporeditve ogljikove verige, striženja vezi C-C na položaju beta (dva C atoma od C atoma z nabojem), ter intra- in intermolekularnega prenosa hidridnega iona. V obeh procesih, termičnem in katalitskem, se reaktivni vmesni produkti (radikali, ioni) stalno obnavljajo, tako da se proces nadaljuje po mehanizmu samopropagacije. Reakcije se končajo z rekombiniranjem radikalov oziroma ionov.